# Miłan Ristowski
Miłan Ristowski (ur. 8 kwietnia 1998 w Skopju) – macedoński piłkarz występujący na pozycji napastnika w czeskim klubie Bohemians 1905. Wychowanek Rabotniczak, w trakcie swojej kariery grał także w takich zespołach jak NK Krško oraz FC Nitra. Młodzieżowy reprezentant Macedonii Północnej.
W seniorskiej reprezentacji zadebiutował 4 czerwca 2021 w wygranym 4:0 meczu z Kazachstanem, w którym strzelił gola.